# Хобйот
Хобйот — один из современных южноаравийских языков, распространённый на юге Аравийского полуострова, на границе между Йеменом и Оманом.
Хобйот вместе с мехри, харсуси и батхари относится к западной группе современных южноаравийских языков (классификация Аарона Баттса). В отличие от более распространённых мехри, сокотри и джиббали, которые были впервые описаны в 1830-е — 1840-е годы, хобйот был «обнаружен» сравнительно поздно — в конце 1970-х годов британским учёным Томасом Мьюром Джонстоном (Thomas Muir Johnstone). А первая публикация о нём появилась ещё позднее — в 1981 году. Джонстон хоть и упоминал хобйот в нескольких своих трудах, но так и не привёл никаких конкретных данных об этом языке.
Первая информация об особенностях этого языка содержится в 2-страничной статье Антуана Лонне (Antoine Lonnet), опубликованной в 1985 году. Дополнительные данные можно обнаружить в более поздних публикациях Лонне и Марии-Клод Симон-Синелль (Marie-Claude Simeone-Sinelle), которые в 1980-е годы вместе занимались полевыми исследованиями в Йемене. В 1993 году Вернер Арнольд (Werner Arnold) опубликовал статью о хобйоте на основе встреч с носителем языка в Сирии. В 2013 году посмертно был опубликован словарь хобйота за авторством японского учёного Акио Накано.
На данный момент нет точных данных о количестве носителей современных южноаравийских языков. Считается, что хобйотом владеют несколько сотен человек и язык находится под угрозой исчезновения. Основной причиной этого является переход на арабский язык и исчезновение традиционного образа жизни носителей хобйота.